# Cropston
Cropston – wieś w Anglii, w hrabstwie Leicestershire, w dystrykcie Charnwood. Leży 8 km na północny zachód od miasta Leicester i 151 km na północny zachód od Londynu.